# Consell de Ministres d'Ucraïna

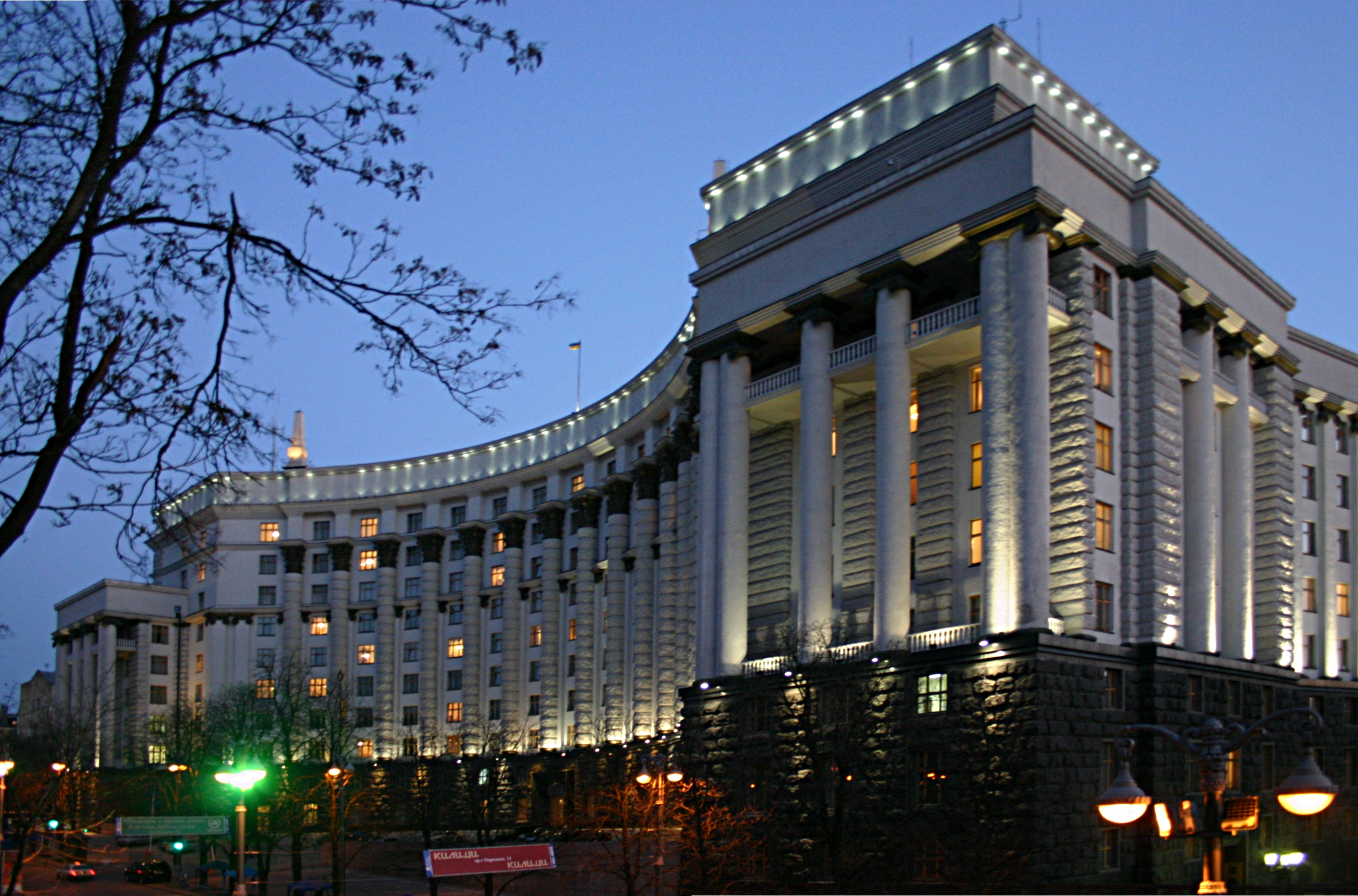
Edifici del Consell de Ministres.

El Consell de Ministres d'Ucraïna (en ucraïnès: Кабінет Міністрів України) és el més alt organisme del poder executiu a Ucraïna, i funciona com a Consell de Govern. El Consell és responsable davant el President d'Ucraïna i sota el control del mateix ho duu a terme la Rada Suprema (parlament). Està compost per un Primer Ministre, primer vice-primer Ministre i diversos ministres encapçalat els respectius ministeris. El Consell està dirigit pel Primer Ministre, triat al parlament amb l'aprovació presidencial. L'últim consell de ministres ha estat triat el 4 de març de 2020, i està encapçalat per Denís Xmihal.

## Autoritat
El Consell de Ministres emet resolucions i ordres d'obligat compliment. Els actes normatius legals del Consell de Ministres, Ministres i altres organismes centrals del poder executiu, estan subjectes a la seva aprovació. La seva no aprovació invalida l'acte.

## Nomenament i destitució
Abans de la reforma constitucional aprovada a finals de 2004 que va entrar en vigor l'1 de gener de 2006, el Primer Ministre era proposat pel president i aprovat pel Parlament. Per tant, la resta del Consell de Ministres era nomenat pel president i formalment proposat pel Primer Ministre, tot i que a la pràctica la totalitat del Consell de Ministres era triat pel mateix president.
Després de la reforma, el Parlament assumeix l'autoritat del Primer Ministre tant de proposar com d'aprovar el Consell de Ministres. El candidat és proposat per la coalició parlamentària al president, que després el presenta com a nominació oficial a la Rada Suprema per al procés de votació formal. Mentre que la proposta oficial del candidat al parlament per a la seva aprovació segueix estant en mans del president, Cap de l'Estat, formalment no pren part en la selecció del candidat, havent-hi una ambigüitat en la possibilitat presidencial de rebutjar la candidatura proposada per la coalició parlamentària.
El primer ministre, després del seu nomenament, proposa als altres membres del Consell de Ministres per a la seva aprovació per part de la Rada Suprema, excepte el Ministre d'Afers exteriors i el Ministre de Defensa, que tots dos seran proposats pel President. El Primer Ministre i el seu Consell de Ministres poden ser destituïts solament pel Parlament, mentre que amb anterioritat a la reforma, el president tenia la facultat de destituir el Consell de Ministres unilateralment a qualsevol moment.
Els membres del Consell de Ministres, així com els caps centrals i locals dels organismes del poder executiu no poden compatibilitzar les seves activitats oficials amb altres ocupacions laborals, excepte l'ensenyament, recerca i activitats creatives fos del seu horari laboral, o ser membre de l'equip administratiu o de supervisió de qualsevol empresa dedicada a l'obtenció de beneficis.